# Werner Liniger
Werner Liniger (* 22. Dezember 1927 in Tschugg bei Bern; † 17. Mai 2017 in Victor, New York) war ein US-amerikanischer Mathematiker schweizerischer Herkunft.

## Leben
Liniger studierte Mathematik an der ETH Zürich (Diplom 1951) und wurde 1956 an der Universität Lausanne mit einer Arbeit über die Stabilität numerischer Integrationsmethoden promoviert (dr ès sc.). 1957 wanderte er in die USA aus. Nach zwei Jahren in der Univac Division der Sperry Rand Corporation in Philadelphia ging er 1959 ans IBM-Forschungszentrum in Yorktown Heights. Dort war er Staff Member im Mathematical Sciences Department. 1993 ging Liniger in den Ruhestand. Von 1972 bis 1973 war er Gastprofessor an der EPFL und der Universität Neuchâtel.
Linigers Hauptinteressengebiet war die Numerische Analysis, insbesondere die Entwicklung und Analyse numerischer Methoden zur Integration gewöhnlicher Differentialgleichungen. Die zusammen mit Ralph A. Willoughby entwickelte Methode zur effizienten Lösung „steifer“ Differentialgleichungen hat Eingang in Numerik-Lehrbücher gefunden.
Liniger untersuchte auch Anwendungen seiner Methoden auf Probleme in Physik, Materialwissenschaft und Biologie.
Zusammen mit Elliott Lieb schrieb er eine grundlegende Arbeit zur Bose-Einstein-Kondensation wechselwirkender Systeme („Lieb-Liniger-Modell“). Es wird ein System bosonischer Teilchen in einer Dimension betrachtet, die über ein repulsives {\displaystyle \delta }-förmiges Potential wechselwirken. Das Modell stellt eine Verallgemeinerung des Girardeau-Modells von undurchdringlichen Bosonen (hardcore bosons) dar. Lieb und Liniger konnten die Eigenfunktionen des Modells mit dem Bethe-Ansatz exakt bestimmen und zeigen, dass im Grenzfall schwacher Kopplung die Bogoliubow’sche störungstheoretische Betrachtung korrekt ist. In den 2000er Jahren wurde gezeigt, dass das Modell eine gute Beschreibung für den Grundzustand und niedrige Anregungen eines Bose-Gases in einem (dreidimensionalen) langen Zylinder liefert.
Liniger war Mitglied der Society for Industrial and Applied Mathematics, der Association for Computing Machinery und der Gesellschaft für Angewandte Mathematik und Mechanik.
Liniger war verheiratet mit Margrit Adlung. Das Paar hatte zwei Kinder. Liniger starb an der Folgen der Alzheimer-Krankheit.

## Schriften (Auswahl)
- E. H. Lieb, W. Liniger: Exact Analysis of an Interacting Bose Gas. I. The General Solution and the Ground State. In: Physical Review. Band 130, 1963, S. 1605–1616, doi:10.1103/PhysRev.130.1605.
- W. Liniger, R. A. Willoughby: Efficient Integration Methods for Stiff Systems of Ordinary Differential Equations. In: SIAM J. Numer. Anal. Band 7, Nr. 1, 1970, S. 47–66, doi:10.1137/0707002.
- F. G. Gustavson, W. Liniger, R. Willoughby: Symbolic Generation of an Optimal Crout Algorithm for Sparse Systems of Linear Equations. In: Journal of the ACM. Band 17, Nr. 1, 1970, S. 87–109.
- W. Liniger, F. Odeh: A-stable, Accurate Averaging of Multistep Methods for Stiff Differential Equations. In: IBM Journal of Research and Development. Band 16, Nr. 4, 1972, S. 335–348, doi:10.1147/rd.164.0335.
- O. Nevanlinna, W. Liniger: Contractive methods for stiff differential equations part I. In: BIT Numerical Mathematics. Band 18, Nr. 4, 1978, S. 457–474, doi:10.1007/BF01932025.
- W. Liniger, F. Odeh, V. Hara: A second-order sparse factorization method for Poisson's equation with mixed boundary conditions. In: Journal of Computational and Applied Mathematics. Band 44, Nr. 2, 17. Dezember 1992, S. 201–218, doi:10.1016/0377-0427(92)90011-L.
- A. E. Ruehli, W. Liniger, P. Pattnaik: Integrators for stiff systems with undamped oscillatory solutions. In: Numerical Functional Analysis and Optimization. Band 16, Nr. 3–4, 1995, S. 531–545, doi:10.1080/01630569508816630.
- Patent  US5629845A: Parallel computation of the response of a physical system. Angemeldet am 17. August 1995, veröffentlicht am 13. Mai 1997, Erfinder: Werner Liniger.‌